# Humanity Star
Humanity Star est un satellite artificiel conçu pour produire des flashs lumineux visibles depuis la Terre. Sa forme est une sphère géodésique d'environ 1 mètre de diamètre, semblable à une grosse boule disco. Il est lancé en orbite polaire par une fusée Electron de Rocket Lab en janvier 2018  et il disparait en rentrant dans l'atmosphère le 22 mars 2018. Selon Rocket Lab, c'était « un symbole et rappel brillant pour tous ceux de la Terre de notre place fragile dans l'univers ».

## Lancement et orbite
Humanity Star a été lancé le 21 janvier 2018 à 01h43 UTC du Rocket Lab Launch Complex 1, situé sur la péninsule de Mahia en Nouvelle-Zélande.
Il orbitait autour de la Terre toutes les 92 minutes sur une orbite polaire à une altitude entre 290 et 520 km.  Selon Rocket Lab, le satellite devait perdre son orbite après neuf mois, pour finir par brûler complètement dans l'atmosphère terrestre. Cependant, le satellite est rentré dans l'atmosphère après seulement 2 mois, le 22 mars 2018. 

## Visibilité
En raison de sa surface hautement réfléchissante, Rocket Lab affirmait que Humanity Star pouvait être vue à l'œil nu depuis la surface de la Terre. Sa luminosité apparente a été estimée à une magnitude 7,0 lorsqu'il était à moitié éclairé et vu à une distance de 1000 kilomètres, alors que sa luminosité maximale était estimée à 1,6.
Le satellite était le plus susceptible d'être visible dans le ciel nocturne à l'aube ou au crépuscule. Son orbite pouvait être suivie sur Heavens-Above et sur le site web officiel du satellite. 

## Réactions
Les réactions initiales des astronomes ont été négatives, car les objets réfléchissants en orbite peuvent interférer avec les observations astronomiques. Il a été décrit comme un acte de vandalisme du ciel nocturne, un « graffiti spatial », un « coup publicitaire » ou un « déchet spatial scintillant ». D'autres critiques ont soutenu que les flash lumineux des satellites existants et de la Station spatiale internationale étaient beaucoup plus brillants que Humanity Star.

## Voir également
- Flash Iridium
- Pollution lumineuse
- Projet Echo